# Mokrino
Mokrino (macedónul: Мокрино) település Észak-Macedóniában, a Délkeleti körzetben, a Novo Szelo-i járásban.

## Népesség
| Lakosok száma | 735  | 829  | 915  | 997  | 984  | 879  | 781  | 748  | 449  |
|               | 1948 | 1953 | 1961 | 1971 | 1981 | 1991 | 1994 | 2002 | 2021 |

- 2002-ben 748 lakosa volt, akik közül 747 macedón és 1 egyéb.